# Janam TV
Janam TV (ജനം ടിവി), is een Indiase televisiezender die nieuws- en entertainmentprogramma's in het Malayalam uitzendt. De zender wordt bediend door Janam Multimedia Ltd en heeft als doel de "bevordering van nationale interesses". De regering van Narendra Modi heeft in 2014 de zendvergunning verleend aan Janam Multimedia Ltd. De zender is op 19 april 2015 met haar uitzendingen begonnen. Janam TV is de eerste HD-zender in het Malayalam. Janam multimedia heeft ongeveer 5000 aandeelhouders, die ieder een aandeel van tussen de 25.000 en 500.000 roepie bezitten.

## Concurrenten
- Asianet News
- Mathrubhumi News
- Manorama news
- Reporter TV
- Jaihind TV
- Kairali